# USS Alaska (CB-1)
La USS Alaska (CB-1) era un incrociatore di costruzione statunitense, terza unità a portare il nome dell'allora territorio dell'Alaska e capoclasse della classe omonima.